# بيتر أندرياس بليكس
بيتر أندرياس بليكس (بالنرويجية البوكمول: Peter Andreas Blix)‏ هو مهندس ومهندس معماري نرويجي، ولد في 4 نوفمبر 1831 في Stavern ‏ في النرويج، وتوفي في 31 يناير 1901 في Vik, Sogn ‏ في النرويج.